# Heinrich Leopold von Seherr-Thoß

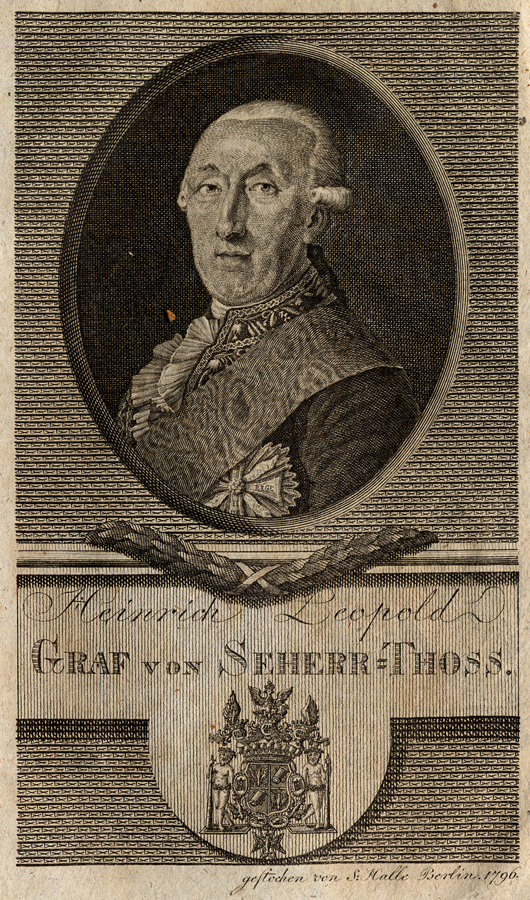
Heinrich Leopold von Seherr-Thoß

Heinrich Leopold von Seherr-Thoß (* 29. Oktober 1734 auf dem Schloss Weigelsdorf in Weigelsdorf, Herzogtum Schweidnitz; † 23. Juni 1804 ebenda) war ein deutscher Großgrundbesitzer.

## Leben

### Familie
Heinrich Leopold von Seherr-Thoß wurde als Sohn des Christoph Ernst von Seherr-Thoß (* 14. Februar 1700 in Olbersdorf; † 9. September 1753 in Rietschütz bei Gramschütz im Fürstentum Glogau) und dessen Ehefrau Johanna Elisabeth (* 17. Juli 1713 in Weigelsdorf; † 24. Oktober 1741), eine Tochter des Adam Heinrich von Netz (1673–1739), Besitzer von Schloss Weigelsdorf, geboren.
Heinrich Leopold von Seherr-Thoß war in 1. Ehe verheiratet mit Charlotte Wilhelmine (1735–1776), eine Tochter von Ferdinand Friedrich Wilhelm Zollikofer von Altenklingen (1699–1745), Hauptmann der Garde zu Fuß. Gemeinsam hatten sie sieben Kinder, von denen drei bereits früh verstarben. Ihre Töchter waren:
- Charlotte (* 13. Mai 1764; † 15. August 1815 in Hennersdorf), verheiratet mit August Detleff von Schlippenbach (* 4. Juli 1736 in Schönermark; † 1810 in Schlesien);
- Henriette (* 12. September 1765; † unbekannt), verheiratet mit Johann Bernhard von Manstein, Generalmajor;
- Wilhelmine (* 1770; † 11. April 1833 in Breslau), verheiratet mit Friedrich Heinrich Carl von der Marwitz (* 28. Dezember 1773; † 16. Juni 1816);
- Leopoldine (* 3. Februar 1775 in Kammelwitz bei Schmolz; †  19. Februar 1819 ebenda), verheiratet mit Wilhelm Alexander von Schönaich-Carolath (* 4. Dezember 1756; † 26. März 1824 in Wallesfurt), Kammerherr.

In 2. Ehe war er verheiratet mit Catharine Wilhelmine Henriette Zollikofer von Altenklingen (* 10. August 1745 in Lausigk; † 25. April 1811 in Weigelsdorf), sie war die Schwester seiner ersten Ehefrau. Ihre Söhne waren:
- Heinrich Leopold (* 1. Januar 1785; † 18. August 1837), erbte nach dem Tode des Vaters die Herrschaften Bitschin und Kieferstädtel und er war der Stifter des älteren Astes des älteren gräflichen Hauses. Der Enkel Arthur Seherr-Thoß (1820–1898) beteiligte sich in Ungarn an der Bauernbefreiung und war später Abgeordneter des ungarischen Reichstages;
- Ernst Heinrich Leopold (* 4. August 1786 in Dobrau; † 9. Januar 1856 ebenda), verheiratet mit Agnes (* 17. Dezember 1783 in Dessau; † 17. Oktober 1832 in Dobrau), eine Tochter des Johann Justus von Loën (1737–1803) und von Henriette Katharina Agnes von Anhalt-Dessau.
- Hans Carl (* unbekannt; † 1809), verheiratet mit Louise Henriette von Paczensky. Er wurde 1806 bei Jena bei einem Gefecht so schwer verletzt, dass er drei Jahre darauf verstarb; er erbte das Schloss Weigelsdorf, das nach seinem Tod an seinen Bruder Ernst überging.

Einer der späteren Nachfahren war Hans Christoph von Seherr-Thoss (1918–2011), der Archivar der Bibliothek des ADAC war.

### Wirken
Er war Herr auf Weigelsdorf, Dobrau, Kieferstädtel, Bitschin, Hertwigswalde, Schönheide im Landkreis Frankenstein, Quickendorf und Moschen, Ober-Landmundschenk in Schlesien und Direktor der Fürstentum-Landschaft Münsterberg-Frankenstein und der bedeutendste landwirtschaftliche Unternehmer der Familie. Er begnügte sich nicht mit der am 29. September 1757 von seiner Großmutter mütterlicherseits abgetretenen Herrschaft Weigelsdorf, in deren Umgebung drei Ortschaften nach den von Seherr-Thoß benannt waren, sondern erwarb in Oberschlesien fünf große Güter zwischen Oppeln und Gleiwitz hinzu, darunter Dobrau (1779) mit dem Schloss Dobrau, Bitschin (1790) mit dem Gut Tatischau und Kieferstädtel bei Gleiwitz (1796) sowie Schönheide, Quickendorf, Ober- und Nieder-Pomsdorf im Landkreis Frankenstein, Hertwigswalde, Alt-Altmannsdorf und die Herrschaften Moschen, Jamke und Puschine im Landkreis Falkenberg.
Mit 80.000 ha Feld und Wald gehörte er zu den größten Grundbesitzern Schlesiens. Als Mitbegründer der Schlesischen Landschaft erhob ihn Friedrich der Große 1775 in den Grafenstand.

## Auszeichnungen
- Er erhielt von Friedrich Wilhelm III. den Titel eines Ober-Mundschenk von Schlesien mit dem Prädikat Exzellenz.
- König Stanislaus I. Leszczyński verlieh ihm den weißen Adlerorden.